# Webberville, Michigan
Webberville är en ort (village) i Ingham County i Michigan. Vid 2010 års folkräkning hade Webberville 1 272 invånare.